# Afrodeezia
Albums de Marcus Miller
Renaissance
(2012)
Afrodeezia  est le onzième album studio du compositeur et bassiste de jazz Marcus Miller paru le 16 mars 2015.

## Titres
| No  | Titre                                             | Durée |
| --- | ------------------------------------------------- | ----- |
| 1.  | Hylife                                            | 6:59  |
| 2.  | B's River                                         | 6:48  |
| 3.  | Preacher's Kid (Song For William H)               | 5:45  |
| 4.  | We Were There                                     | 6:48  |
| 5.  | Papa Was a Rolling Stone                          | 6:06  |
| 6.  | I Still Believe I Hear (Je Crois Entendre Encore) | 7:06  |
| 7.  | Son of Macbeth                                    | 6:11  |
| 8.  | Prism (Interlude)                                 | 0:29  |
| 9.  | Xtraordinary                                      | 6:14  |
| 10. | Water Dance                                       | 7:28  |
| 11. | I Can't Breathe                                   | 5:08  |